# Латвійська літературна спілка
Латвійська літературна спілка (нім. Lettisch-literärische Gesellschaft, латис. Latviešu literārā biedrība) — громадська організація, яка займалася дослідженнями мови, фольклору та культури латвійського народу. Існувала в 1824-1940. Спілка видавала журнал, який виходив щоквартально.

## Історія
У 1824 прибалтійсько-німецьке духовенство Ліфляндської і Курляндської губерній заснувало Латвійську літературну спілку, створену за зразком Естської літературної спілки в Аренсбурзі, для вивчення літератури, етнографії та історії краю, а також для удосконалення латвійської мови.
Виходячи з гуманітарної спрямованості, члени нової спілки називали себе друзями латвійців. Незабаром, за новою організацією закріпилася неофіційна назва — Спілка друзів латвійців. Першим головою був популяризатор латвійської мови, випускник Дерптського університету, лютеранський пастор з Нітау — Ґустав Рейнґольд фон Клодт. Ідеологом спільноти став лестенський священик Карл Фрідріх Ватсон.
Спочатку спільнота, статут якої був прийнятий в 1827, складалася з 117 членів. Збори проходили в Ризі і Мітаві. Заявленою метою нової спільноти було: «Дослідити точно граматику і багатство слів у всіх частинах, як теоретично, так і практично». Матеріали публікувалися в збірнику «Magazin» і газеті «Latviešu Avīzes». У 1889 була створена комісія для збирання народних старожитностей.
У різні роки членами спільноти були видні латвійські громадські та культурні діячі Кріш'янис Баронс, Юріс Барс, Арон Матісс, Лудіс Берзіньш, Яніс Чаксте, Яніс Ендзелінс, Екабс Лаутенбах, Ансіс Лівенталс, Карліс Міленбах, Юріс Нейкенс.

## Керівники спільноти
- Ґустав Рейнґольд фон Клодт (1824-1838)
- Якоб Флорентин Лундберґ (1838-1845)
- Йоґанн Теодор Берент (1845-1851)
- Карл Фрідріх Якоб Ґуґенберґер (1851-1854)
- Рудольф Шульц (1854-1864)
- Авґустс Біленштейнс (1864-1895)
- Ян Сакрановіч (1895-1903)
- Теодор Дебнер (1903-1919)
- Яніс Зеверс (1925-1940)